# College (1927)
College é um filme de comédia de 1927, estrelado com Buster Keaton e Anne Cornwall e dirigido por James W. Horne.

## Sinopse
Ronald, um aluno nada afeito aos esportes e que tirou ótimas notas no colégio, faz um discurso durante a colação de grau contra os estudantes esportistas e desagrada sua namorada, que exige que ele se torne um atleta universitário para prosseguir o namoro. Ao ir para a faculdade, ele tenta praticar vários esportes mas fracassa em todos. Quando seu principal rival amoroso quer forçar a expulsão da namorada mantendo-a contra a vontade em seu quarto, contudo, Ronald mostra do que é capaz.

## Elenco
- Anne Cornwall	 - Namorada
- Flora Bramley	 - Amiga da namorada
- Harold Goodwin	 - Estudante rival de Ronald
- Snitz Edwards
- Carl Harbaugh	 - Treinador
- Sam Crawford	 - Treinador de baseboll
- Florence Turner - Mãe de Ronald
- Buster Keaton	 - Ronald